# Speocyclops tauricus
Speocyclops tauricus is een eenoogkreeftjessoort uit de familie van de Cyclopidae. De wetenschappelijke naam van de soort is voor het eerst geldig gepubliceerd in 1965 door Borutsky.